# Penkozavod
Penkozavod (en rus: Пенькозавод) és un poble (un possiólok) de la República de Mordòvia, a Rússia, segons el cens del 2010 tenia 105 habitants, pertany al municipi de Kirjemani.